# 시로야마 공원 (마쓰야마시)
시로야마 공원(城山公園)은 일본 에히메현 마쓰야마시에 있는 도시공원이다. 마루노우치 및 호리노우치에 위치하고 있으며, 시로산과 그 주변을 공원으로 한 공원이다. 공원 면적은 문화재 보호법에 근거한 사적으로, 마쓰야마성 등의 건축물이 국가의 중요 문화재로 지정되어있다. 벚꽃 명소이며 일본 벚꽃 명소 100선에 선정되어 있다. 공원 내에 NHK 마쓰야마 방송국, 에히메현 미술관, 에히메 현립 도서관, 마쓰야마 시민회관이 있다.